# Didier Bats
Pour les articles homonymes, voir Bats.
Didier Bats, né le 23 janvier 1993 à Louvain, est un coureur cycliste belge.

## Biographie
Spécialiste du VTT, Didier Bats est notamment sacré champion de Belgique de cross-country espoirs en 2015.
Il est engagé en début d'année 2016 par l'équipe continentale belge Verandas Willems. Sous son nouveau maillot, il s'impose durant l'été sur une épreuve régionale, le Grote Geteprijs, en dominant au sprint son compagnon d'échappée Matti Helminen. Il prend ensuite part à sa première compétition UCI à l'occasion de la Course des raisins, dont il prend la 24e place.

## Palmarès en VTT

### Championnats de Belgique
- 2012
  - 3e du championnat de Belgique de cross-country espoirs
- 2015
  -  Champion de Belgique de cross-country espoirs

## Classements mondiaux sur route
| Année           | 2016  |
| --------------- | ----- |
| UCI Europe Tour | 1739e |